# Dibbesdorf
Dibbesdorf ist ein Stadtteil Braunschweigs und Teil des Stadtbezirks 111 – Hondelage-Volkmarode am nordöstlichen Stadtrand und hat rund 1.400 Einwohner.

## Geografie
Dibbesdorf liegt am Sandbach und an der Schunter, einem Zufluss der Oker, und ist südlich der Autobahn 2 von Hannover nach Berlin gelegen. Nachbarorte sind die Braunschweiger Stadtteile Hondelage im Norden, Querum im Westen und Volkmarode im Südwesten sowie der zu Lehre gehörende Ortsteil Wendhausen im Nordosten. Westlich von Dibbesdorf, in der renaturierten Schunterniederung, liegt der Borwall. Östlich des Ortes befindet sich das Dibbesdorfer Holz.

## Geschichte

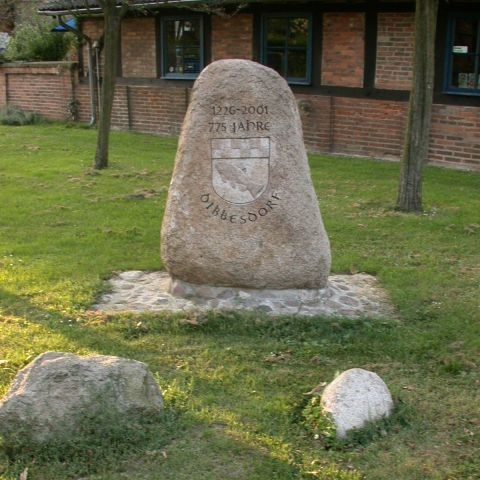
Findling zur 775-Jahr-Feier von Dibbesdorf

Der erste Kern der Siedlung, die im Jahre 1226 erstmals als „Thitbechtestorp“ erwähnt wird, lag nahe der damals fischreichen Schunter. Die Ortschaft gehörte zum Besitztum der Grafen von Wernigerode, bis die Ortschaft mitsamt dem Grundbesitz aller Höfe im Jahr 1260 vom Kloster Riddagshausen erworben wurde.
1325 wurde für das Zisterzienserkloster ein Wirtschaftshof (Grangie) dort errichtet. 1865 zerstörte ein Großbrand nahezu alle Gebäude des Ortes. Der anschließende nahezu zeitgleiche Wiederaufbau sorgt noch heute für ein weitgehend einheitliches Aussehen des alten Dorfkerns rund um den Marktplatz und Lüddeweg.
In den 1950er Jahren entstand in unmittelbarer Nähe zum Dorfkern das Neubaugebiet „Am Holzwinkel“. In den 1960er Jahren wurde in der Nähe des damaligen Bahnhofs das Baugebiet „Kleiner Mooranger“ erschlossen. Beide Ortsteile waren somit etwa 700 m voneinander entfernt. Diese Lücke wurde in den 1980er Jahren mit dem bisher letzten Neubaugebiet „Hühnerkamp“ geschlossen. Seit der Auflösung des Landkreises Braunschweig im Zuge der Gebietsreform 1974 ist Dibbesdorf in Braunschweig eingemeindet. Im Jahr 2001 wurde das 775-jährige Ortsjubiläum gefeiert.
Über Dibbesdorf verlief im 18. und 19. Jahrhundert die Postroute Braunschweig–Calvörde. Die Schuntertalbahn führte bis zur Einstellung des Betriebs 1998 nördlich an Dibbesdorf vorbei und hatte bis 1975 einen Haltepunkt am nordöstlichen Ende des Ortes.

## Infrastruktur
Als einer der kleineren Stadtteile Braunschweigs verfügt Dibbesdorf dennoch über eine vergleichsweise gute Infrastruktur.

### Verkehr
Dibbesdorf liegt rund acht Kilometer vom Stadtzentrum Braunschweigs entfernt und ist über die Landesstraße L 295 an dieses angebunden. Mit öffentlichen Verkehrsmitteln ist Dibbesdorf mit den Buslinien 417 der Braunschweiger Verkehrs-GmbH und 230 der Wolfsburger Verkehrs GmbH zu erreichen.

### Einzelhandel

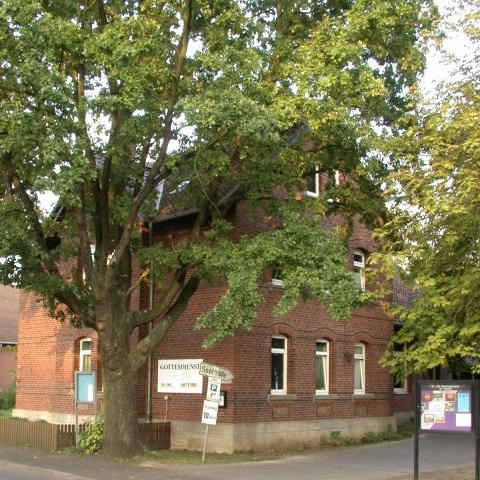
Die alte Dorfschule (jetziges Gemeindehaus) von Dibbesdorf

Der Ort verfügt seit den 1990er Jahren wieder über einen eigenen Nahversorger, nachdem Jahre zuvor das Lebensmittelgeschäft Brockow (Am Markt 4) geschlossen wurde. Außerdem gibt es eine Baumschule, einen Hofladen und mehrere kleine Dienstleister in Dibbesdorf.

### Öffentliche Einrichtungen
Dibbesdorf gehört zur evangelisch-lutherischen Kirchengemeinde St. Thomas in Volkmarode und verfügt über keine eigene Kirche. Die ehemalige Dorfschule an der Alten Schulstraße diente bis 2023 als Gemeindehaus und beherbergte auch die Ortsbibliothek. 2023 wurde das Gebäude verkauft und wird seit dem gewerblich genutzt. Gemeindehaus und Ortsbücherei wurden in diesem Zusammenhang geschlossen.
Im Ort gibt es eine Außenstelle der Kindertagesstätte Hondelage.

### Vereinsleben
Es gibt mehrere Vereine im Ort. Die mitgliederstärksten Vereine sind die SKG (Sport- und Kulturgemeinschaft) Dibbesdorf, die Freiwillige Feuerwehr und die Landwehrkameradschaft. Von 1960 bis 2012 fand außerdem jährlich das Dibbesdorfer Volksfest statt.

## Persönlichkeiten
- Alwin Lüdde, Ehrenbürger der Gemeinde Dibbesdorf

## Wappen
Im Zuge der Eingemeindung wurde von Arnold Rabbow für den Ort ein Wappen entworfen, welches am 7. Februar 1980 vom Ortsrat Volkmarode angenommen wurde, zu dessen Zuständigkeitsbereich Dibbesdorf bis heute gehört.
Es zeigt eine silberne Forelle auf einem grünen Schild unterhalb eines rot-weiß geschachten Balkens. Die Forelle entstammt dem Wappen der Grafen von Wernigerode, während der karierte Balken vom Klosterwappen der Zisterzienser übernommen wurde. Die grüne Grundfarbe weist auf die landwirtschaftliche Betätigung der Bewohner der Ortschaft hin, die einen grundlegenden Wirtschaftsfaktor für diese darstellt.